# Tipula (Savtshenkia) breviantennata
Tipula (Savtshenkia) breviantennata is een tweevleugelige uit de familie langpootmuggen (Tipulidae). De soort komt voor in het Palearctisch gebied.